# 新潟県道263号長岡七日市線
新潟県道263号長岡七日市線（にいがたけんどう263ごう ながおかなのかいちせん）は新潟県長岡市内を通る一般県道である。

## 概要

### 路線データ
- 起点：新潟県長岡市古正寺町字中割（国道351号・新潟県道69号長岡和島線交点）
- 終点：新潟県長岡市七日市字上前田（新潟県道170号与板関原線交点）

## 地理

### 通過する自治体
- 新潟県長岡市

### 接続する道路
- 新潟県道69号長岡和島線（起点：古正寺町交差点）
- 国道351号（古正寺町交差点（起点） - 堺西交差点で重複）
- 国道8号（長岡バイパス）（堺西交差点）
- 新潟県道166号大荒戸越路線（長岡市寺宝町 - 河根川町交差点で重複）
- 新潟県道170号与板関原線（終点：長岡市七日市字上前田）

### 周辺
- 北陸自動車道・関越自動車道 長岡JCT
- 医療法人崇徳会 長岡西病院
- 新潟県立長岡向陵高等学校
- 長岡市立大島中学校
- 長岡市立大島小学校
- 第四北越銀行 長岡西支店
- イオン 長岡店
  - 長岡イオン郵便局
- 長岡ショッピングモール
  - ジョーシン 長岡古正寺店
  - シューマート 長岡マーケットモール店
- アークガレリア 長岡店
- ケーズデンキ 長岡古正寺店
- 洋服の青山 長岡古正寺店
- 紳士服マスカット 長岡北店
- AOKI 長岡店
- スーパーオートバックス NAGAOKA
- イエローハット 長岡店
- スーパースポーツゼビオ 長岡店
- ヒマラヤ
  - ヒマラヤスポーツ&ゴルフ 長岡店
  - ヒマラヤスポーツ 長岡店別館
- コメリホームセンター 西長岡店
- アークランズ
  - スーパーセンタームサシ 長岡店
  - ムサシ食品館 長岡店
- 原信 古正寺店
- 良食生活館 きたまち店
- ドラッグトップス 古正寺店
- クスリのコダマ 長岡古正寺店
- ウエルシア薬局 長岡古正寺店
- 蔦屋書店 長岡古正寺店
- 信濃川
- 長岡市信濃川河川公園
- 長岡市営陸上競技場